# Waldenburg (Arkansas)
Waldenburg es un pueblo ubicado en el condado de Poinsett, Arkansas, Estados Unidos. Tiene una población estimada, a mediados de 2021, de 53 habitantes.

## Geografía
La localidad está ubicada en las coordenadas 35°33′55″N 90°56′4″O / 35.56528, -90.93444 (35.565255, -90.934561).  Según la Oficina del Censo de los Estados Unidos, tiene una superficie de 0.35 km², correspondientes en su totalidad a tierra firme.

## Demografía
Según el censo de 2020, en ese momento había 53 personas residiendo en la localidad. La densidad de población era de 151.43 hab./km². El 73.58% de los habitantes eran blancos, el 3.77% eran afroamericanos, el 20.75% eran de otras razas y el 1.89% era de una mezcla de razas. Del total de la población, el 20.75% eran hispanos o latinos de cualquier raza.